# 4277 Голубов
4277 Голубов (4277 Holubov) — астероїд головного поясу, відкритий 15 січня 1982 року.
Тіссеранів параметр щодо Юпітера — 3,319.